# Metopius zuluanus
Metopius zuluanus är en stekelart som beskrevs av Pierre L. G. Benoit 1965. Metopius zuluanus ingår i släktet Metopius och familjen brokparasitsteklar. Inga underarter finns listade i Catalogue of Life.